# Sejm zwyczajny 1681
Sejm 1681 – sejm zwyczajny Rzeczpospolita Obojga Narodów został zwołany 22 października 1680 roku do Warszawy.
Sejmiki przedsejmowe w województwach odbyły się 30 grudnia 1680 roku. Marszałkiem sejmu obrano  Hieronima Lubomirskiego, chorążego koronnego. Obrady sejmu trwały od 10 stycznia do 21 maja 1681 roku.
Po niezwykle długich i dramatycznych obradach, sejm ten został zerwany przez Andrzeja Przyjemskiego.